# Tanzania Prisons
El Prisons FC es un equipo de fútbol de Tanzania que juega en la Liga tanzana de fútbol, la liga de fútbol más importante del país.

## Historia
Fue fundado en la ciudad de Mbeya y ha sido campeón de la Liga tanzana de fútbol en 1 ocasión en el año 1999, único título que posee actualmente.
A nivel internacional ha participado en 3 torneos continentales, donde nunca ha superado la ronda preliminar.

## Palmarés
- Liga tanzana de fútbol: 1

1999

## Participación en competiciones de la CAF
| Temporada | Torneo                       | Ronda      | Club                  | Casa | Visita | Global  |
| --------- | ---------------------------- | ---------- | --------------------- | ---- | ------ | ------- |
| 2000      | Liga de Campeones de la CAF  | Preliminar | Ferroviário de Maputo | 3-2  | 0-1    | 3-3 (a) |
| 2005      | Copa Confederación de la CAF | Preliminar | USCA Foot             | 1-0  | 1-4    | 2-4     |
| 2009      | Copa Confederación de la CAF | Preliminar | Khaleej Sirte         | 0-2  | 0-4    | 0-6     |